# Corte (cognome sardo)
Corte è un cognome di lingua sarda.

## Varianti
Accorte, Corti.

## Origine e diffusione
Cognome tipicamente sardo, è presente prevalentemente a Cagliari, Santa Teresa Gallura, Sinnai e Trinità d'Agultu.
Potrebbe derivare dal logudorese corte, "cortile" o avere origini italiane o ancora derivare da un toponimo; potrebbe infine avere origine corsa.
In Italia conta circa 3722 presenze.

## Persone
- Giuseppe Antonio Corte – politico italiano
- Ilario Corte – archivista italiano
- Mario Corte – attore, regista e doppiatore italiano